# Seznam českých hudebníků
Kritériem pro uvedení hudebníka v seznamu je jeho významnost podle hledisek Wikipedie.

## A
- Kuba Alexa
- Dagmar Andrtová-Voňková

## B
- Iva Bittová
- František Brikcius
- Ondřej Brzobohatý
- Jiří Brabec

## C
- Caine
- Milan Cais
- Veronika Cieslarová
- Vítězslav Černoch

## D
- Milan Dufek
- Jiří Dohnal
- Michal David

## F
- Rudolf Firkušný

## G
- Nora Grumlíková
- Aneta Gwóźdźová

## H
- Přemysl Haas
- Radim Hájek
- Jan Hammer
- Vladimír Hirsch
- Radim Hladík
- Michal Horák
- Jan Hrábek
- Jaroslav Hutka

## J
- Eugen Jegorov
- Gabriela Jílková
- Jindřich Jindřich

## K
- Michael Kocáb
- Irena Kosíková
- Karel Krautgartner
- Karel Kryl
- Karel Gott
- Dalibor Krystyn
- Jan Kubelík
- Rafael Kubelík
- Vilém Kurz

## L
- Jan Antonín Losy
- Daniel Landa

## M
- Petr Malásek
- Mardoša
- František Maxian
- Martin Mišík
- Vladimír Mišík
- Vladimír Merta

## P
- Vladimír Padrůněk
- Michal Pavlíček

## S
- Jiří Schelinger
- František Sláma
- Ondřej Smeykal
- Tomáš Srovnal
- Antonín Stamic
- Jan Václav Stamic
- Josef Suk mladší
- Josef Suk starší
- Milan Svoboda
- Petr Skoumal
- Pavel Štěpán

## T
- Jiří Tomášek
- Filip Topol
- Lukáš Taverna

## V
- Marlen Vavříková
- Emil Viklický
- Miroslav Vitouš

## W
- Jaroslav Wykrent

## Z
- Marek Zeman